# Aphis sanguisorbicola
Aphis sanguisorbicola är en insektsart. Aphis sanguisorbicola ingår i släktet Aphis och familjen långrörsbladlöss. Inga underarter finns listade i Catalogue of Life.